# Izoniazid
Isoniazid (Laniazid, Nidrazid, izonikotinilhidrazin, INH) organsko jedinjenje je primarni lek za prevenciju i tretman tuberkuloze. Ovo jedinjenje je prvi put sintetisano početkom 20. veka, ali je njegovo antituberkolozno dejstvo otkriveno 1950-tih, i tri farmaceuticska preduzeća su istovremeno neuspešno pokušala da patentiraju lek. Lek je initicijalno testiran u Arizoni na Navaho zajednici, koja ima veoma veliki problem sa tuberkulozom i koja nije bila izložena streptomicinu, glavnom tuberkuloznom tretmanu tog vremena.
Isoniazid je dostupan u obliku tablete, sirupa, i injekcija (za intramuskularnu ili intravenoznu upotrebu). On je dostupan širom sveta. Ovaj lek ima nisku cenu i generalno je dobro tolerisan. On se proizvodi iz izonikotinske kiseline, koja se formira iz 4-metilpiridina.

## Spoljašnje veze
- [https://web.archive.org/web/20100730044132/http://www.cdc.gov/tb/pubs/corecurr/default.htm
- [http://www.aafp.org/afp/980215ap/romero.html

|  | Molimo Vas, obratite pažnju na važno upozorenje u vezi sa temama iz oblasti medicine (zdravlja). |